# Лисовский, Георгий Дмитриевич
Георгий Дмитриевич Лисовский — инженер, специалист в области механизации горных работ, лауреат Государственной премии СССР.

## Биография
Родился в 1929 году. Окончил Ленинградский горный институт (1953). До 1957 года работал в СГАО «Висмут»: инженер, ст. инженер ПТО; зам. начальника технического отдела, начальник участка буровзрывных работ. После возвращения работал во ВНИИцветмет, заведующий лабораторией отдела ИГД в г. Усть-Каменогорске. С 1974 по 1984 года — снова в «Висмуте»: старший инженер производственного отдела Центрального управления, секретарь парткома. Кандидат технических наук (1964).
Умер в январе 2005 года после продолжительной болезни.

## Награды
Лауреат Государственной премии 1982 г. (в составе коллектива — Авраменко Александр Васильевич, Андреев Георгий Георгиевич, Балковой Петр Ильич, Волощук Семён Николаевич, Лисовский Георгий Дмитриевич, Найденко Юрий Максимович, Назаркин Валентин Павлович, Подоляко Леонид Георгиевич, Тормышев Леонид Михайлович, Шевченко Борис Фёдорович, Чесноков Николай Иванович): за разработку и внедрение новой техники и технологии при отработке пожароопасного уранового месторождения Роннебургского рудного поля.
Награждён орденом ГДР «Знамя труда».